# Jean Lopez
 (mars 2011).
Si vous disposez d'ouvrages ou d'articles de référence ou si vous connaissez des sites web de qualité traitant du thème abordé ici, merci de compléter l'article en donnant les références utiles à sa vérifiabilité et en les liant à la section « Notes et références ».
Pour les articles homonymes, voir Lopez.
Jean Lopez (né le 11 mars 1952) est un journaliste et essayiste français.

## Biographie
Jean Lopez devient rédacteur en chef de Science et Vie junior en 1994.
En mars 2011, il lance avec Science et Vie une nouvelle revue d'histoire militaire généraliste, Guerres et Histoire.
En 2018, il traduit en français l'ouvrage Kursk 1943 : Die größte Schlacht des Zweiten Weltkriegs de l'historien allemand Roman Töppel (de).
En 2019, pour la sortie de Barbarossa 1941 : la guerre absolue, en compagnie de Lasha Otkhmezuri, il remporte plusieurs prix.
En 2021, il est le rédacteur en chef du livre-magazine « De la guerre ».

## Publications
- Koursk : les quarante jours qui ont ruiné la Wehrmacht, Paris, éditions Economica, 2008, 1re éd., 320 p. (ISBN 978-2-7178-6011-5, OCLC 711830928).
- Stalingrad : la bataille au bord du gouffre, Paris, éditions Economica, 2008, 1re éd., 485 p. (ISBN 978-2-7178-5638-5).
- Berlin : les offensives géantes de l'Armée rouge, Vistule - Oder - Elbe (12 janvier - 9 mai 1945), Paris, éditions Economica, 2010, 1re éd., 645 p. (ISBN 978-2-7178-6029-0).
- Le chaudron de Tcherkassy-Korsun : et la bataille pour le Dniepr (septembre 1943-février 1944), Paris, éditions Economica, 2011, 1re éd., 440 p. (ISBN 978-2-7178-6029-0). Traduit en polonais.
- Grandeur et misère de l'Armée rouge : témoignages inédits, 1941-1945, Paris, Éditions du Seuil, 2011, 1re éd., 380 p. (ISBN 978-2-02-103867-5)
- Avec Lasha Otkhmezuri, Joukov : l'homme qui a vaincu Hitler, éditions Perrin, 2013, 736 p.  (ISBN 978-2262039226). L'ouvrage a été couronné par de nombreux prix ; il est traduit en russe, chinois, portugais, néerlandais. Nouvelle édition, Perrin, 2019, collection Tempus, 928 p.  (ISBN 978-2262083335).
- Opération Bagration : la revanche de Staline (1944), Paris, éditions Economica, 2014, 409 p. (ISBN 978-2-7178-6675-9).
- Les Cent derniers jours d'Hitler : chronique de l'Apocalypse, éditions Perrin, 2015, 350 p.  (ISBN 978-2262050238). Traduit en quatre langues, dont le russe et le chinois.
- Sous la direction de Jean Lopez et Olivier Wieviorka, Les mythes de la Seconde Guerre mondiale, volume 1, éditions Perrin, 2015, 350 p.  (ISBN 978-2262048464). Traduit en sept langues.
- Sous la direction de Jean Lopez et Olivier Wieviorka, Les mythes de la Seconde Guerre mondiale, volume 2, éditions Perrin, 2017, 350 p.  (ISBN 978-2262066536).
- Avec Vincent Bernard, Nicolas Guillerat et Nicolas Aubin, Infographie de la Seconde Guerre mondiale, Perrin, 2018, 200 p.  (ISBN 978-2262068257). Traduit en sept langues ; reçoit en 2020 l'Army Historical Foundation Writing Award for Reference and Compilation aux États-Unis.
- Avec Lasha Otkhmezuri, Barbarossa : 1941, la guerre absolue, Paris, Passés composés, 2019, 957 p. (ISBN 978-2-37933-186-2). Prix Chateaubriand, prix Duguesclin, prix du Livre d'Histoire de l'Europe.
- Sous la dir. de Jean Lopez, La Wehrmacht : la fin d'un mythe, éditions Perrin, 2019, 560 p.  (ISBN 978-2-262-08003-7).
- Avec Olivier Wieviorka, Les grandes erreurs de la Seconde Guerre mondiale, éditions Perrin, 2020, 320 p.  (ISBN 978-2-262-08134-8).
- Avec Lasha Otkhmezuri, Les maréchaux de Staline, éditions Perrin, 2021, 600 p.  (ISBN 978-2-262-08538-4).
- Sous la dir. de Jean Lopez, La guerre antique, éditions Perrin, 2021, 460 p.  (ISBN 978-2-262-09684-7).
- Kharkov : 1942, Paris, éditions Perrin, coll. « Champs de bataille », 2022, 316 p. (ISBN 978-2-262-09392-1).
- Sous la dir. de Jean Lopez, Les mythes de la Grande Armée, éditions Perrin, 2022, 432 p.,  (ISBN 978-2-262-10074-2).
- Sous la dir. de Jean Lopez, avec E. Allart, J. d' Andurain, N. Aubin, V. Bernard, Benoist Bihan, P. Bouhet, M. Bourlet, Q. Chazaud, A-P Comor, D. Cordier-Féron, P. Facon, J. Frémeaux, A. Gouttman, M. Goya, P. Grumberg, L. Henninger, J. Le Gac, A. Reverchon, C. Turquin, P. Jardin, L'armée française : deux siècles d'engagement, Editions Perrin, Collection Guerres & Histoire, novembre 2022, 400 pages,  (ISBN 978-2-262-10103-9).
- Avec Benoist Bihan, Conduire la guerre : entretiens sur l'art opératif, éditions Perrin, janvier 2023, 400 pages,  (ISBN 9782262102838).
- Avec Michel Goya, L'ours et le renard : histoire immédiate de la guerre en Ukraine, éditions Perrin, mai 2023, 300 p.  (ISBN 978-2-262-10510-5).
- Sous la dir. de Jean Lopez, L'Armée rouge : innovatrice, libératrice, prédatrice, éditions Perrin, 2023, 408 pages  (ISBN 978-2-262-10319-4).
- Avec Nicolas Aubin et Benoist Bihan, Les opérations de la Seconde Guerre mondiale en 100 cartes, éditions Perrin, 2024, 360 pages.
- Heinz Guderian : le maître des panzers, éditions Perrin, 2025, 568 pages  (ISBN 978-2-262-09685-4).

## Récompenses et distinctions
- Prix Chateaubriand 2019[3] pour Barbarossa : 1941. La guerre absolue, avec Lasha Otkhmezuri.